# Stentor (banda)
StentoR es una banda de Heavy metal, Speed metal, Power metal,  del norte de México, fundada por miembros de la joven banda Horus. La banda es conocida como una de las bandas más potentes de la escena Heavy metal mexicana. A pesar de haber muchos cambios en la alineación en el principio de su carrera, la banda se ha mantenido activa desde 2001.

## Miembros

### Actuales
- Dany Sáenz - Vocales
- Javy Domínguez - Bajo
- Luis Sarmiento - Guitarra
- Christian Cadena - Guitarra
- Pepe Rodríguez. - Batería

## Discografía

### EP
- Manto Nocturno (2003)

### LP
- Sin Piedad (2008)

### Recopilatorios
- Tributo al Angel Caído... Luzbel (2006)
- Distorsión (1994-2008) - XIV Años Contaminando la Radio (2008)
- Resacka UNDER - Mas Subterráneo que el Infierno (2010)